# Roberts Plūme
Roberts Plūme (16 de maio de 1897 — 25 de agosto de 1956) foi um ciclista letão de ciclismo de pista. Plūme representou seu país, Letônia, disputando as Olimpíadas de Paris 1924 e Amsterdã 1928.